# Lomographa innoma
Lomographa innoma là một loài bướm đêm trong họ Geometridae.